# Oberes Lindlarer Sülztal
Das Naturschutzgebiet Oberes Lindlarer Sülztal liegt auf dem Gebiet der Gemeinde Lindlar im Oberbergischen Kreis in Nordrhein-Westfalen.
Das aus fünf Teilflächen bestehende Gebiet erstreckt sich nordöstlich des Kernortes Lindlar entlang der Lindlarer Sülz, eines linken Quellflusses der Sülz. Es liegt nordöstlich von Niederhabbach, einem Ortsteil von Lindlar, und südwestlich von Schnipperinger Mühle, einer Ortschaft der Stadt Wipperfürth. Am westlichen Rand der westlichen Teilflächen verläuft die Landesstraße L 302.

## Beschreibung
Das etwa 51,1 ha große Gebiet wurde im Jahr 2013 unter der Schlüsselnummer GM-106 unter Naturschutz gestellt.
Das Fachinformationssystem des Landesamtes für Natur, Umwelt und Verbraucherschutz in NRW beschreibt das Gebiet wie folgt:

„Text:Das Naturschutzgebiet erfasst das strukturreiche Bachtal der Oberen Lindlarer Sülz zwischen der Schnipperinger Mühle und Niederhabbach. Der naturnahe, abschnittweise noch mäandrierende Bachlauf der Lindlarer Sülz wird über weite Strecken von einem Erlen-Galeriewald gesäumt. Die Aue wird von Dauergrünland eingenommen, welches zumeist intensiv genutzt wird, abschnittweise sind noch Feucht- und Nassgrünländer anzutreffen. Hinzuweisen ist auf artenreiche Feuchtwiesen mit Großseggen- und Kleinseggen-Beständen bei Bühlstahl sowie strukturreiche Feuchtweiden östlich Benninghausen. Das Obere Lindlarer Sülzbachtal repräsentiert ein typisches Bachtalsystem des Bergischen Landes, wobei der Erhaltungszustand abschnittweise stark variiert. So werden in der Aue hochwertige Bereiche mit arten- und strukturreichem Feuchtgrünland durch Bereiche mit Intensivwiesen und -weiden sowie Fichtenforsten zerschnitten. Die Obere Lindlarer Sülz ist Teil des Fließgewässerverbundsystems des Bergischen Landes und entwässert über die Sülz zur Agger.“

## Schutzziele
- Der Bachlauf wird der freien Entwicklung überlassen,
- soweit möglich werden Verrohrungen entnommen, um die Durchlässigkeit des Bachsystems zu erhöhen,
- das Grünland der Aue wird extensiv bewirtschaftet, dies gilt insbesondere für die Feuchtwiesenkomplexe,
- die Feuchtbrachen werden wieder in Nutzung genommen und
- der Fichtenforst in der Aue bei Leiberg wird vorsichtig entnommen.[3]

## Tier- und Pflanzenarten
Die Kartierungen des Gebietes haben eine Reihe von lt. Roter Liste seltenen und geschützten Pflanzenarten erfasst. Hervorgehoben seien: Blasen-Segge (Carex vesicaria) (RL 3), Sumpf-Schwertlilie (Iris pseudacorus), Geflecktes Ferkelkraut (Hypochaeris maculata) (RL 3S), Kuckucks-Lichtnelke (Lychnis flos-cuculi), Sumpf-Dotterblume (Caltha palustris), Sumpf-Pippau (Crepis paludosa), Sumpf-Schafgarbe (Achillea ptarmica) (RL V) und Wasser-Greiskraut (Senecio aquaticus) (RL 2).

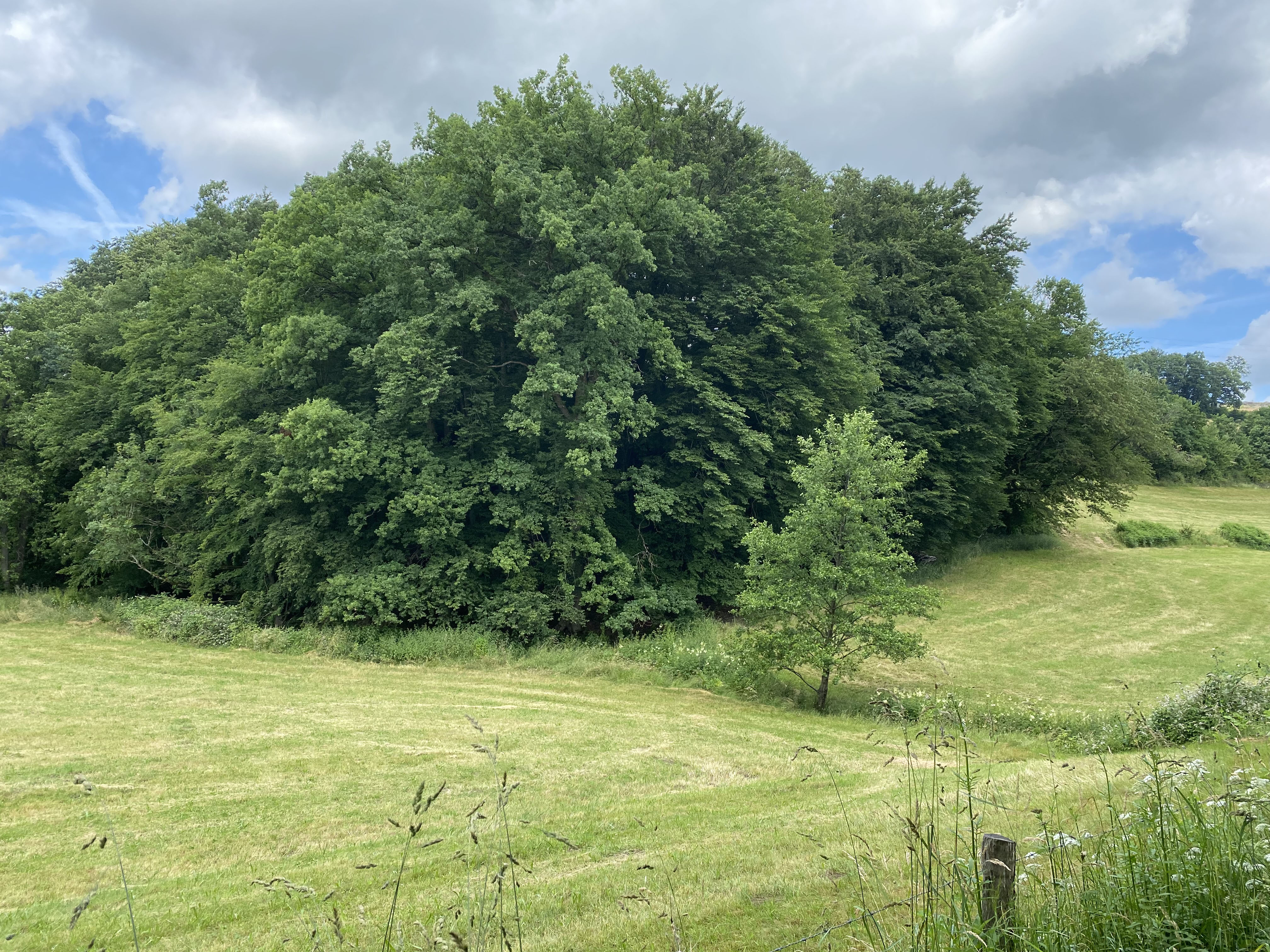
Oberes Lindlarer Sülztal bei Orbach
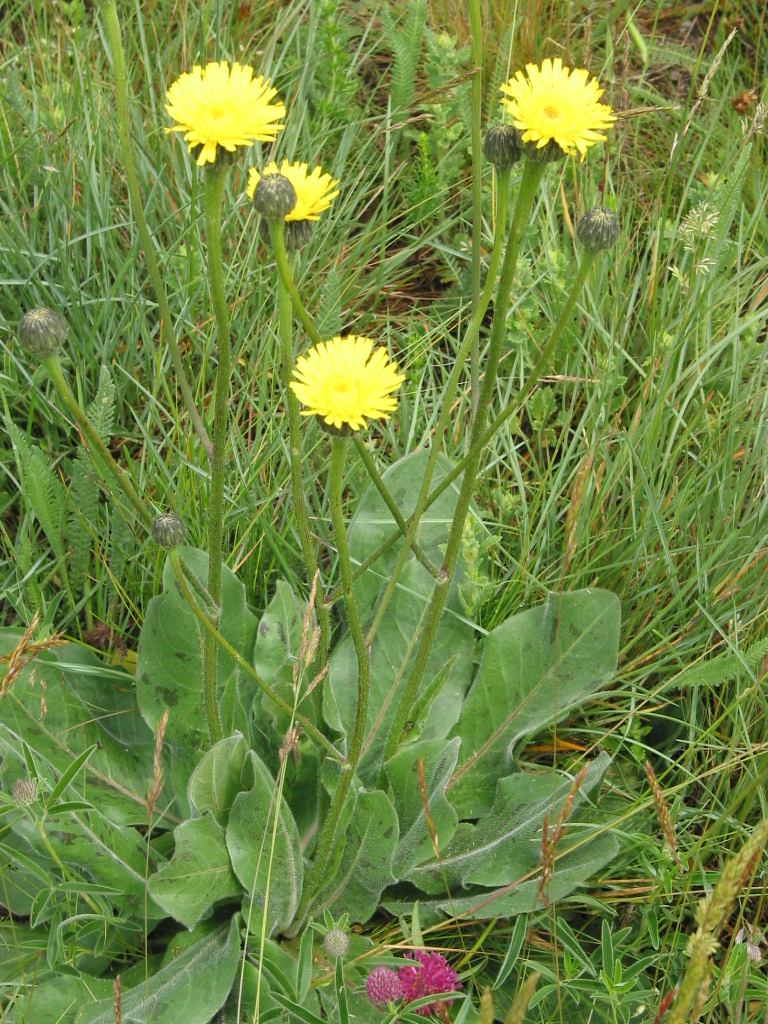
Geflecktes Ferkelkraut
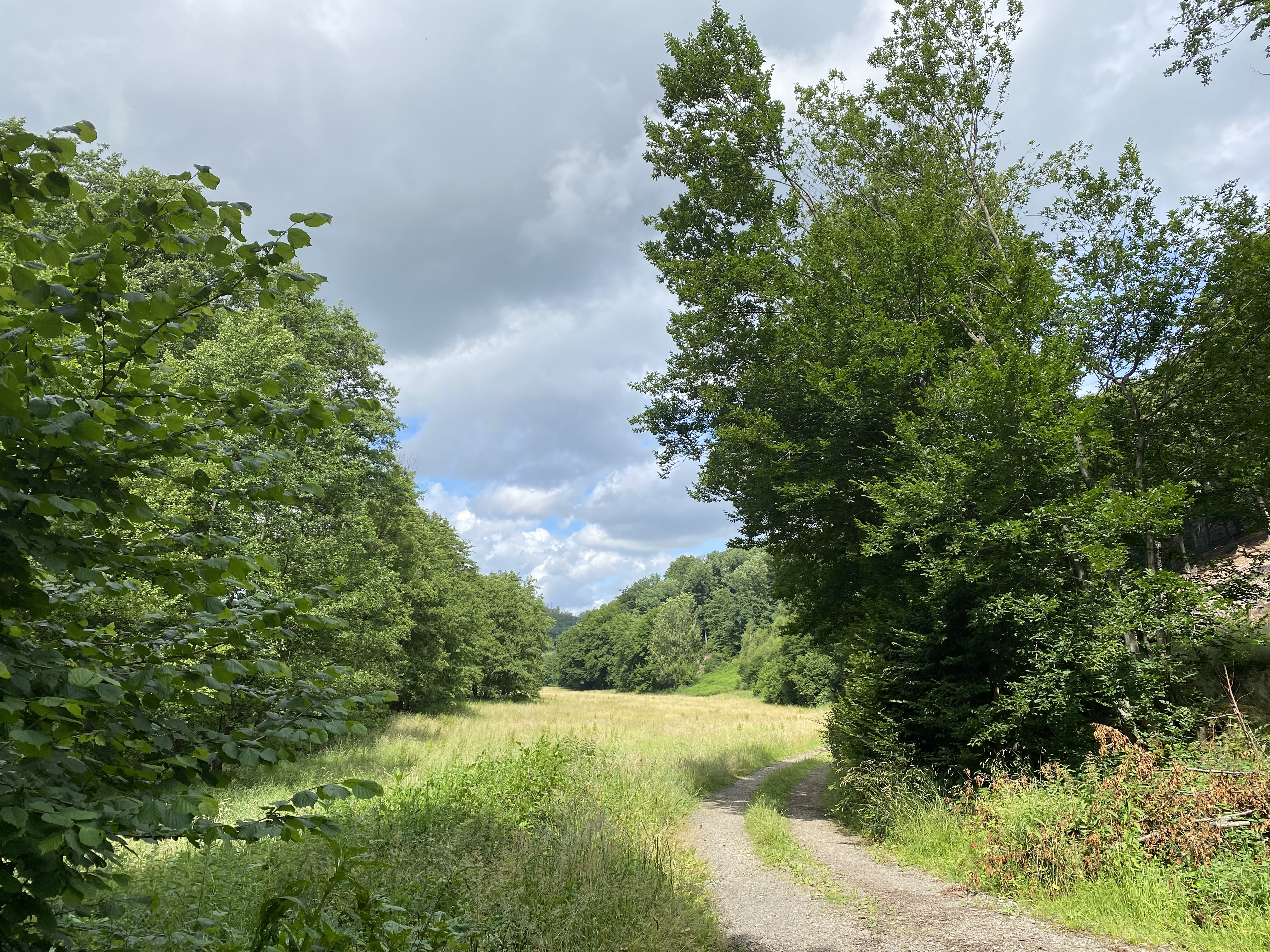
Oberes Lindlarer Sülztal bei Orbach
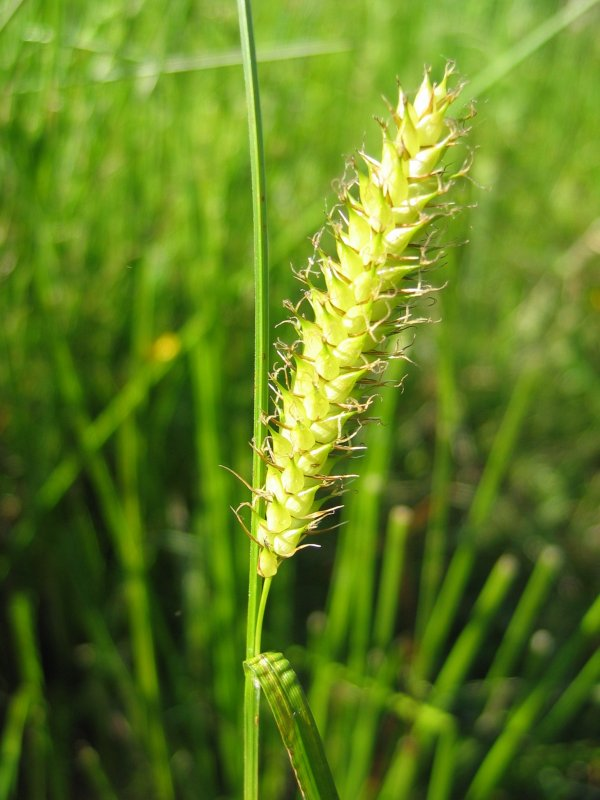
Blasen-Segge
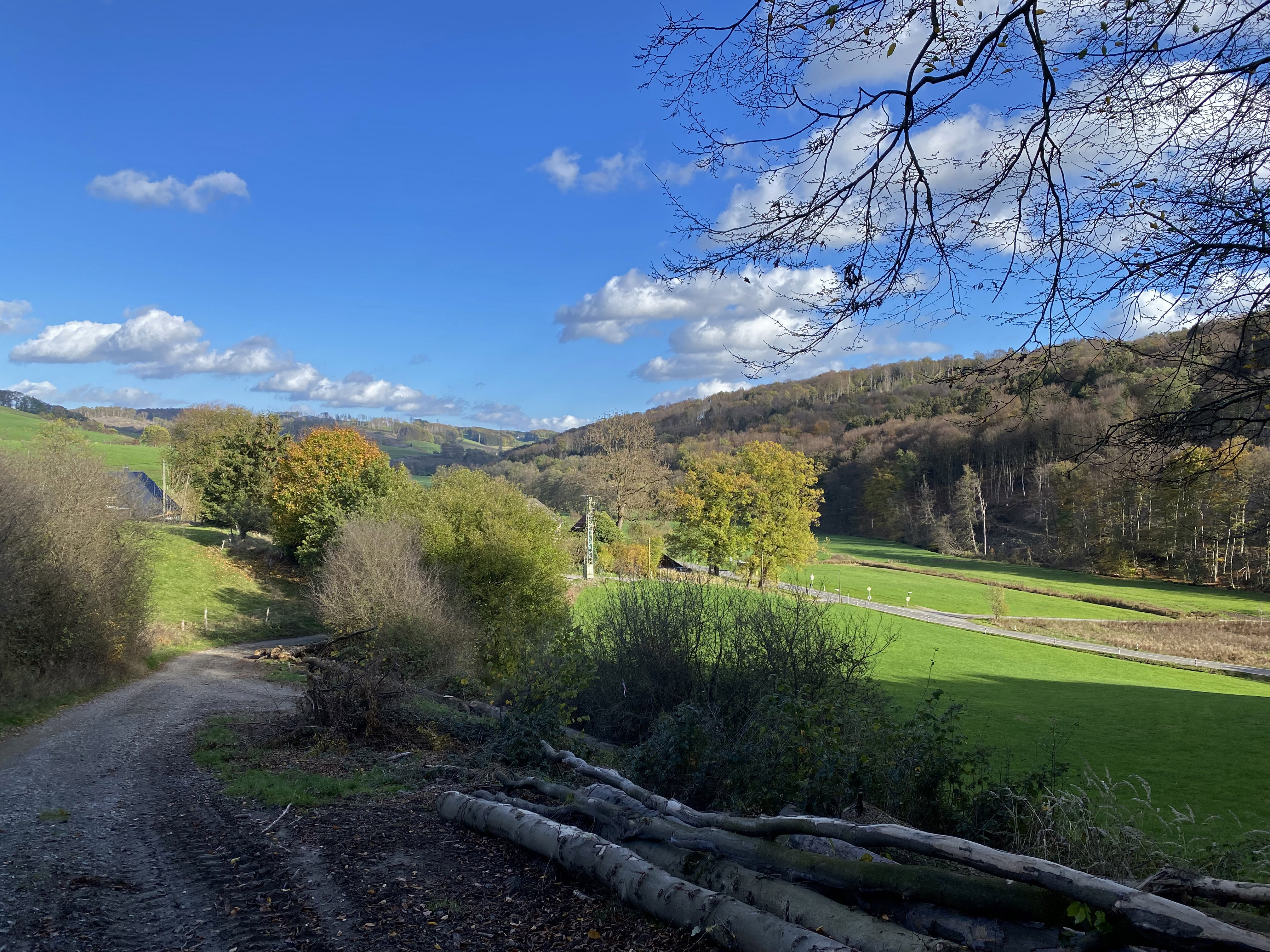
Tal der Lindlarer Sülz bei Bühlstahl
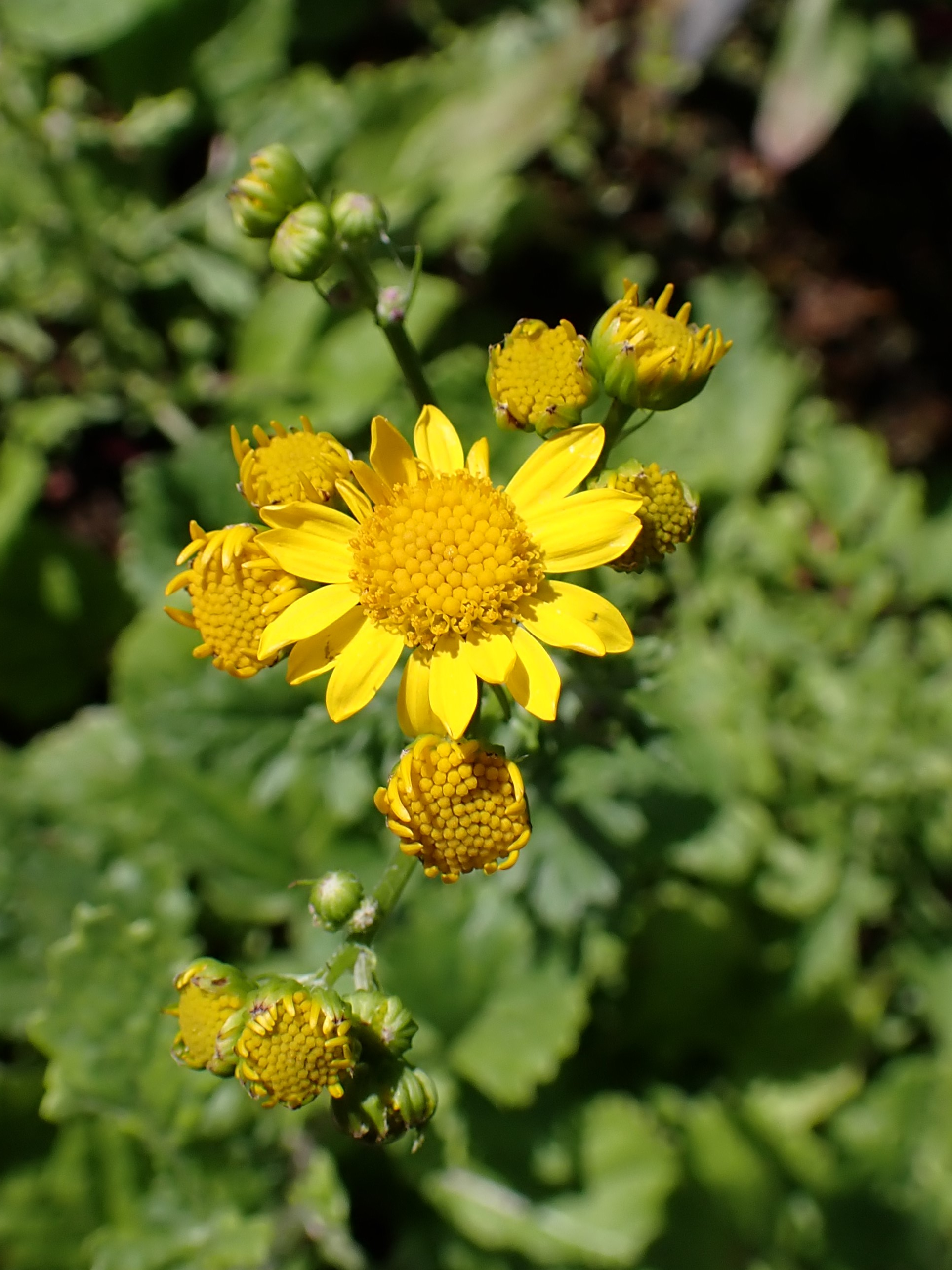
Wasser-Greiskraut